# Dostoinstvo
Dostoinstvo (mazedonisch Достоинство, zu dt. Würde) ist eine politische Partei der mazedonischen Veteranen aus dem Mazedonien-Konflikt 2001. Sie wurde am 20. März 2011 gegründet. Parteivorsitzender ist Stojanče Angelov, ehemaliger General und Veteran der mazedonischen Spezialeinheit ESZ Tigar.
Dostoinstvo sieht sich als Wahrer der Rechte der mazedonischen Braniteli, zu dt. Verteidiger, die während des Mazedonienkonfliktes 2001 in kriegerischen Auseinandersetzungen verwickelt waren. Die Partei ist mitte-rechts und konservativ geprägt. Bei der Parlamentswahl 2011 konnte sie keine von 123 Abgeordnetensitzen gewinnen und ist in der Opposition. Bei der Parlamentswahl 2014 bekam die Partei 9.265 Stimmen.